# ۱۴۰ (میلادی)

## رویدادها
- پاپ پیوس یکم به عنوان دهمین پاپ جانشین پاپ هیگینوس شد.
- بطلمیوس کتاب المجسطی خود را به پایان رساند. (تاریخ تقریبی)

## فرمانروایان
- پایان فرمانروایی ولاش‌شاه خاندان پارتی (۱۴۰–۱۱۷)